# Перепись
Пе́репись — приём статистического наблюдения (научно организованного сбора и регистрации сведений, фактов и признаков, относящихся к каждой единице изучаемой совокупности), при котором базы статистических данных формируются путём их сбора специально подготовленными работниками — переписчиками. 
В ходе переписи последние заполняют заранее разработанные переписные формы на основании непосредственного опроса респондентов, круг которых определяется задачами конкретной переписи. По форме организации сбора данных переписи относятся к специально организованным статистическим наблюдениям, при которых проводятся регулярные или разовые детальные, всесторонние обследования объектов или явлений общественной жизни, требования к достоверности информации о которых удовлетворяются методом непосредственного анкетного опроса.

## История
Переписи проводились ещё в Древнем Китае и Древнем Риме. Первая перепись на территории Руси была проведена в Киеве, где монголы в 1245 году провели первую перепись в целях наложения дани. В 1255 — 57 г присланные центральным монгольским правительством численники проводят первую перепись населения Владимирской Руси в целях установления нормы налогообложения. С этого времени и начинается регулярный сбор дани, который осуществляют присланные центральным монгольским правительством баскаки. Русская Церковь была освобождена монголами от выплаты дани. После карательной экспедиции Бурундая в 1260 году перепись населения была проведена в Галиче и Волыни.
В Восточной и Северной Руси осуществлялись две общие переписи. В 1258—1259 гг. подсчет населения производился в Великом княжестве Владимирском и в Новгородской земле. В 1274—1275 гг. ещё одна перепись была проведена в Восточной Руси, а также в Смоленске. После этого монголы больше не прибегали к всеобщей переписи, используя данные предыдущих в качестве основы для налогообложения.
В соответствии с основными принципами монгольской политики монгольская перепись («число» — по-русски) имела две основные цели: установить количество возможных рекрутов и определить общее число налогоплательщиков. Соответственно и термин «число» имел два значения: количество воинов, которые должны быть навербованы, и перепись населения с целью взимания налогов. Именно в свете этого двойного значения нам следует подходить к проблеме числовых разделений, установленных монголами на Руси.
Первая перепись на Руси (в России) была произведена в 1620 году, по указанию русского государя Михаила Феодоровича «Были посланы писцы и дозорщики», — описать все земли, принадлежавшие казне, городам, монастырям и частным лицам со всеми их угодьями, а также количество собираемых с них доходов и число дворов и жителей.
В современную эпоху метод переписей получил развитие начиная с XIX века. 
Принятая в 1787 году Конституция США предусматривала проведение переписи населения каждые 10 лет. Первая перепись населения в США была проведена в 1790 году.
Периодические переписи населения производились в Великобритании, Нидерландах и Норвегии с 1801 года, в Пруссии — с 1816 года, во Франции — с 1831 года, в Швейцарии — с 1849 года, в Португалии и Греции — с 1838 года, в Италии и Испании — с 1860-х годов.
В Российской империи организацией проведения переписей, обработкой и публикацией их результатов занимался Центральный статистический комитет при МВД. После революции, с 1918 года эти функции были переданы Центральному статистическому управлению РСФСР (после образования СССР, с 1923 года — ЦСУ СССР). После распада СССР (1991 год) в Российской федерации вопросы переписей находятся в ведении Федеральной службы государственной статистики.

## Объекты переписи

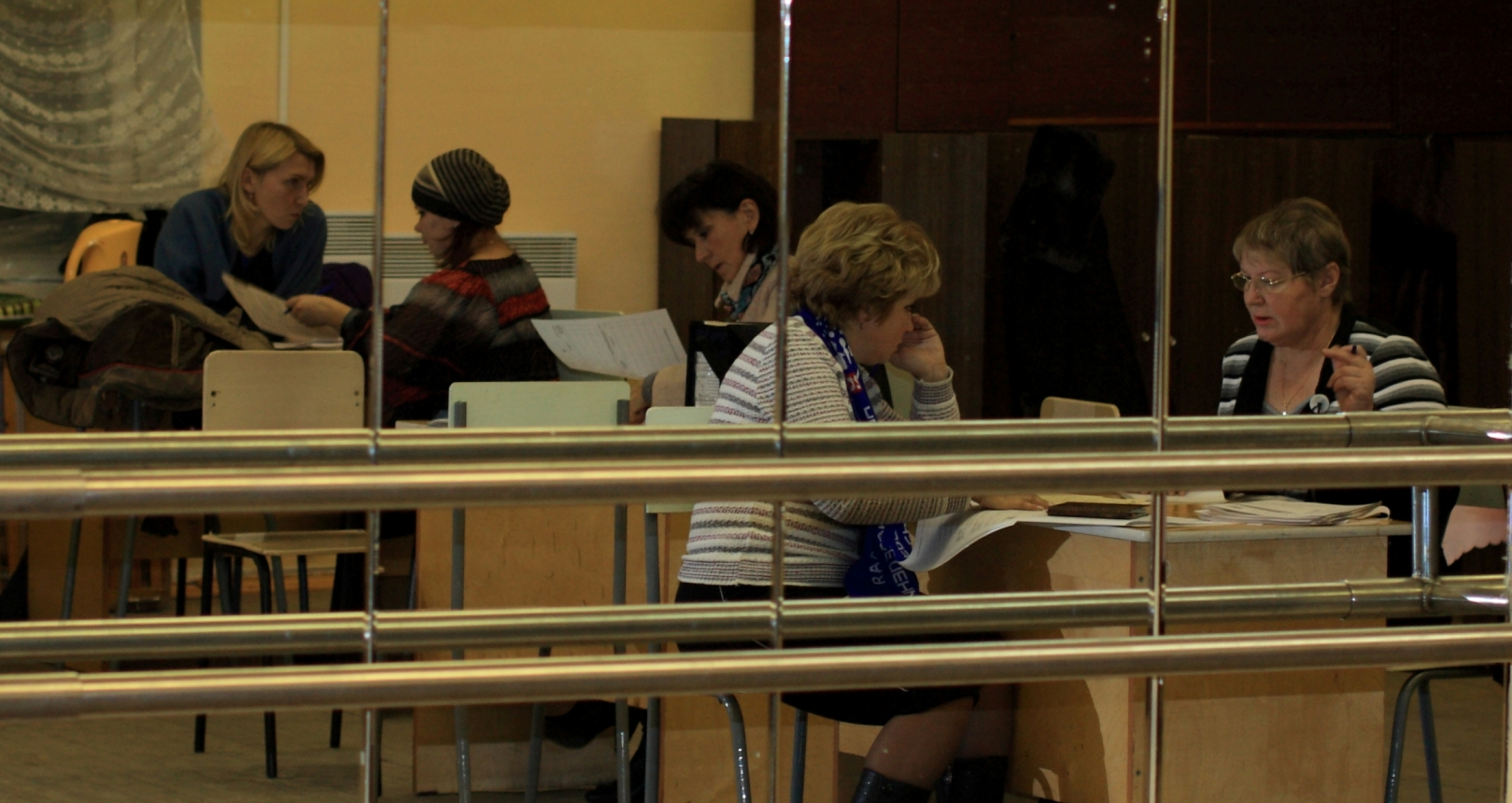
Стационарный участок переписи населения в городе Северодвинске (2010)

В классифицикации переписей по объектам наиболее известной разновидностью, в силу регулярности проведения и масштабов охвата являются переписи населения, которые обеспечивают основной исходный материал для демографической статистики. Объектом и источником информации, собираемой при переписях населения, является конкретный человек, его личные биографические, социальные (местожительство, пол, возраст, национальность, образование) и иные данные, представляющие интерес для демографии.
Данные, характеризующие человека в разрезе экономических наук (имущественное положение, а также результаты деятельности социальных и профессиональных групп людей как субъектов народнохозяйственных отношений), в ходе переписей населения, как правило, не собираются. Этой задаче посвящена группа отраслевых переписей. Среди них выделяются сельскохозяйственные переписи, проводимые для нужд аграрной статистики, а также других заинтересованных государственных ведомств.
- Поземельные переписи в России проводились с последней четверти XIX века, в пределах европейских губерний. Предполагалось проводить их один раз в пять лет; фактически же поземельную собственность переписывали лишь трижды: в 1877, 1887 и 1905 годах[3].
- Переписи посевных площадей ЦСК России проводил путём рассылки опросных листов. Первая такая перепись была проведена в 1881 году, следующая в 1887 году, а с 1893 года они стали проводиться ежегодно[3].
- Военно-конская перепись в России была впервые произведена в 1876 году в 33 западных губерниях. Следующая перепись в 1882 году проводилась на основании заранее изданных временных правил, а с 1888 года организация учёта конского поголовья осуществлялась на основе специального положения. В частности, оно предусматривало его проведение «под наблюдением лиц, особо командируемых от министерств военного и внутренних дел», а ответственность лежала «на заведующих участками переписи и командируемых военным министерством офицерах при содействии полиции»[6]. Анализу итогов военно-конской переписи посвятил отдельный раздел своего фундаментального труда «Развитие капитализма в России» (1899) В. И. Ленин[7].

- Методом рассылки анкет в 1900 году была проведена разовая перепись рабочего и продуктивного скота.
- Сельскохозяйственные переписи 1916 и 1917 годов — комплексный, развёрнутый сбор данных, осуществлявшийся министерством земледелия при помощи земств.

К специализированным сельскохозяйственным переписям относятся
- перепись многолетних насаждений
- перепись скота
- перепись посевных площадей и другие срочные переписи.

- Школьные переписи — регистрация данных о состоянии школьного дела, проводимая периодически по определённой программе в масштабах страны или отдельных районов. В этих переписях обычно отражаются вопросы учебно-воспитательной работы, численности и состава учащихся[8]. Первая и единственная школьная перепись в царской России была проведена 18 января 1911 года[9].